# Глибокий кар'єр

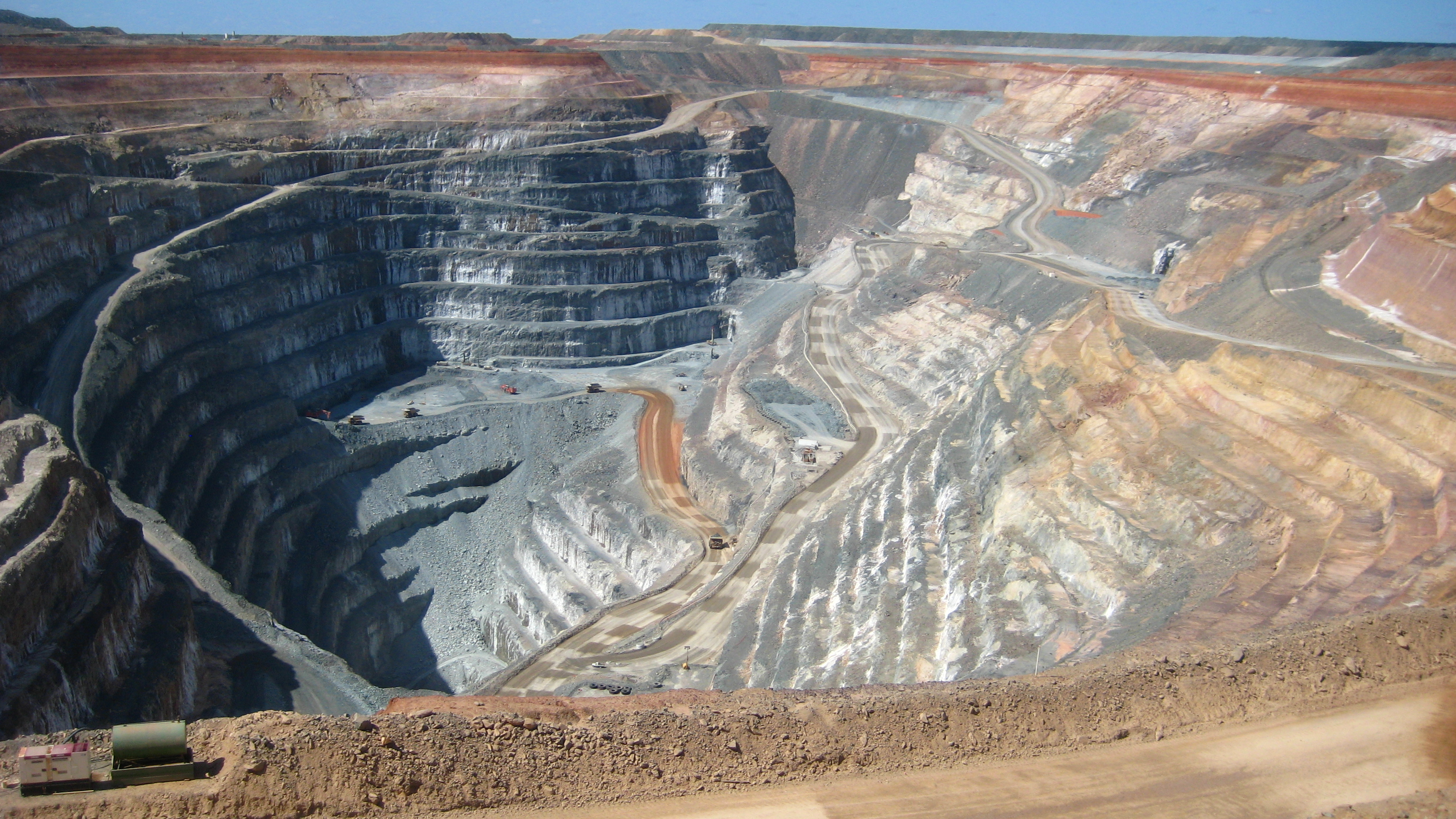
Глибокий золоторудний кар'єр в Австралії «Sunrise Dam Gold Mine» (глиб. 440м)

Глибокий кар'єр (рос. глубокий карьер, англ. open-pit mine, нім. Tieftagebau m) — кар'єр глибиною понад 100 м. 

## Опис
Розроблює нахилені та круто спадаючі родовища. Під час експлуатації характеризується темпом поглиблення, що залежить від виду внутрішньокар'єрного транспорту і коливається у межах від 3,5-7 м/р при залізничному, до 10-45 м/р — при автомобільному. Глибина таких кар'єрів досягає 300–1000 м. Збільшення глибини відкритої розробки супроводжується зменшенням параметрів робочої зони кар'єру і довжини фронту робіт, збільшенням відстані транспортування гірн. маси на поверхню, кількості робочих горизонтів і трансп. майданчиків, ускладненням розкриття глибоких горизонтів та ін. З глибиною підвищується міцність та водорясність г.п., погіршуються умови природного провітрювання робочої зони. У зв'язку з цим ускладнюється вибухова відбійка г.п., підвищуються витрати на транспортування гірн. маси з робочих горизонтів на поверхню. При глиб. кар'єру 200–250 м на частку транспортування припадає бл. 40-45% загальної вартості к.к., при глиб. 300–400 м — 60-70%.
На Г.к. застосовують залізничний, автомобільний, конвеєрний і комбінований види транспорту. Розкриття Г.к. до глиб. 180–250 м здійснюють внутр. похилими траншеями, призначеними для роботи колісного транспорту. Більш глибокі горизонти розкривають крутими траншеями для конвеєрних та скіпових підйомників, конвеєрних поїздів. Застосовують також підземні способи розкриття похилими або вертикальними стовбурами, комбінацією рудоспусків і тунелів. Системи розробки, що використовуються на Г.к.: транспортні з комбінованим автомоб.-конвеєрним і залізнично-конвеєрним транспортом; транспортні з повною конвеєризацією трансп. операцій. Найперспективніша циклічно-потокова та потокова технології. Провітрювання Г.к., як правило, природне. Штучна вентиляція Г.к. при необхідності здійснюється вентиляторними установками, в основі конструкцій — вентилятори шахтного типу, авіац. ґвинти з електроприводом або двигуни внутр. згоряння, турбоґвинтові і турбореактивні двигуни.
Одна з проблем Г.к. — запобігання порушенню стійкості бортів кар'єрів, які приводять до утворення і розвитку обвалень, просадок, зсувів і т. ін. Для зміцнення ослаблених ділянок бортів Г.к. застосовують палі, штанги, підпорні стінки; зміцнюють породи цементним та ін. зв'язуючими розчинами, ізолюють покриттями по металіч. сітці, за допомогою бітумізації та ін.
Приклади глибоких кар'єрів: залізорудні — «Лебединський» (глиб. 400 м), «Сарбайський» (630 м), «Качарський» (720 м); міднорудні — «Коунрадський», «Сібайський», «Гайський» (200 м), «Гаспе» — Канада (глиб. 546 м), «Гранісл» (326 м), США — «Бінгем-Каньйон» (бл. 1200 м).